# Зеславице (остановочный пункт)
Зеславице (пол. Zesławice) — остановочный пункт в селе Рациборовице в гмине Михаловице, в Малопольском воеводстве Польши. В 1945—2003 годах существовал под названием «Краков-Зеславице» (пол. Kraków Zesławice). Имеет 2 платформы и 2 пути.
Остановочный пункт на железнодорожной линии Варшава-Западная — Радом — Скаржиско-Каменна — Кельце — Мехув — Краков.